# كلارك ريد
كلارك ريد (بالإنجليزية: Clarke Reed)‏ هو سياسي ورجل أعمال أمريكي، ولد في 1928.